# Palace Theatre (Londres)
Le Palace Theatre est un West End theatre, théâtre situé dans le West End, dans la cité de Westminster à Londres, sur le côté ouest de Cambridge Circus.

## Histoire
Le théâtre a été construit en 1891 sous la direction de l'architecte Thomas Edward Collcutt. 

## Principaux spectacles
- Le spectacle d'ouverture en 1891 a été un opéra d'(Arthur Sullivan, Ivanhoé avec 160 représentations.
- Il a été suivi par un opera-bouffe, La Basoche, d'André Messager.
- Maud Allan y donna The Vision of Salome en 1908-1909.
- Les Marx Brothers se sont produits en 1922.
- En 1925, la comédie musicale, No, No, Nanette
- À partir de  1961, Mélodie du bonheur, pour 2385 représentations;
- De 1972 à 1980, Jesus Christ Superstar
- De 1985 à 2004,  Les Misérables
- Depuis juillet 2016, Harry Potter et l'Enfant maudit